# Lista de reis da Itália
Esta é uma lista de reis de Itália. O título de "rei da Itália" (rex Italiæ em latim e re d'Italia em italiano) foi adotado por muitos governantes da península Itálica depois da queda do Império Romano do Ocidente. Porém, até 1860, com a Unificação da Itália nenhum "Rei da Itália" governou toda a península, embora alguns pretendessem ter tal autoridade. Muitos integrantes da lista abaixo foram soberanos estrangeiros, como os governantes do Sacro Império Romano-Germânico, que acumularam o título de Rei dos Romanos.

## Hérulos e Ostrogodos
- Odoacro (r. 476–493)[1]
- Teodorico, o Grande (r. 493–536)[2]
- Atalarico (r. 526–534)[3]
- Teodato (r. 534–536)[4]
- Vitige (r. 536–540)[5]
- Ildibaldo (r. 540–541)[6]
- Erarico (r. 541)[7]
- Tótila (r. 541–552)[8]
- Teia (r. 552)[9]

## Carolíngios
| # | Nome                |  | Início do governo | Fim do governo        | Cognome(s) | Notas               |
| - | ------------------- |  | ----------------- | --------------------- | ---------- | ------------------- |
| 1 | Pepino de Itália    |  | 775               | 8 de julho de 810     |            | Nascido "Carlomano" |
| 2 | Guido I             |  | 891               | 12 de dezembro de 894 |            |                     |
| 3 | Bernardo de Itália  |  | 810               | 17 de abril de 818    |            |                     |
| 4 | Berengário II       |  | 900               | 6 de julho de 966     |            |                     |
| 5 | Adalberto da Itália |  | 925               |                       |            |                     |
| 6 | Arduíno da Itália   |  | 931               | 975                   |            |                     |

## Reino de Itália em conjunto com o Sacro Império Romano-Germânico

### Dinastia otoniana
| # | Nome       |  | Início do governo       | Fim do governo        | Cognome(s)         | Notas |
| - | ---------- |  | ----------------------- | --------------------- | ------------------ | --- |
| 1 | Otão I     |  | 2 de fevereiro de 962   | 7 de maio de 973      | O Grande           | Após uma vacância de 40 anos do título, Otão, rei dos germanos, é coroado pelo Papa João XII.                                          |
| 2 | Otão II    |  | 25 de dezembro de 967   | 7 de dezembro de 983  | O Vermelho         | Filho de Oto I, foi coroado co-imperador pelo Papa João XIII.                                                                          |
| 3 | Otão III   |  | 25 de dezembro de 996   | 24 de janeiro de 1002 |                    | Filho de Otão II, foi coroado pelo papa João XV.                                                                                       |
| 4 | Arduíno I  |  | 24 de janeiro de 1002   | 1014                  |                    | em oposição a Henrique II |
| 5 | Henrique I |  | 14 de fevereiro de 1004 | 13 de julho de 1024   | O Santo, O Sagrado | Primo de Otão III, coroado pelo papa Benedito VIII, e canonizado em 1146. Adotou o número II pois seu pai fora Henrique I da Germânia. |

### Dinastia saliana
| # | Nome         |  | Início do reinado       | Fim do reinado       | Cognome(s) | Notas                                                                      |
| - | ------------ |  | ----------------------- | -------------------- | ---------- | -------------------------------------------------------------------------- |
| 6 | Conrado I    |  | 26 de março de 1027     | 4 de julho de 1039   |            | Trineto de Oto I.                                                          |
| 7 | Henrique II  |  | 25 de dezembro de 1046  | 5 de outubro de 1056 | O Negro    | Filho de Conrado I, coroado pelo papa Clemente II.                         |
| 8 | Henrique III |  | 31 de março de 1084     | 1105                 |            | Abdicou.                                                                   |
| 9 | Henrique IV  |  | 12 de fevereiro de 1111 | 23 de maio 1125      |            | Filho de Henrique III, coroado pelo papa Pascoal II. Não deixou herdeiros. |

### Casa de Suplingerburgo
| #  | Nome      |  | Início do reinado  | Fim do reinado        | Cognome(s) | Notas                                                            |
| -- | --------- |  | ------------------ | --------------------- | ---------- | ---------------------------------------------------------------- |
| 10 | Lotário I |  | 4 de junho de 1133 | 4 de dezembro de 1137 |            | Eleito rei da Alemanha, e coroado pelo papa Inocêncio II em 1133 |

### Dinastia de Hohenstaufen
| #  | Nome        |  | Início do reinado   | Fim do reinado      | Cognome(s) | Notas                                                  |
| -- | ----------- |  | ------------------- | ------------------- | ---------- | ------------------------------------------------------ |
| 11 | Frederico I |  | 18 de junho de 1155 | 10 de junho 1190    | Barbarossa | Sobrinho de Conrado III, coroado pelo papa Adriano IV. |
| 12 | Henrique V  |  | abril de 1191       | 28 de setembro 1197 | O Cruel    | Filho de Frederico I, coroado pelo papa Celestino III. |

### Guelfos
| #  | Nome    |  | Início do reinado   | Fim do reinado     | Cognome(s) | Notas                                                                                            |
| -- | ------- |  | ------------------- | ------------------ | ---------- | ------------------------------------------------------------------------------------------------ |
| 13 | Otão IV |  | 12 de julho de 1198 | 19 de maio de 1218 |            | Após a eleição de Filipe da Suábia para rei da Germânia, foi coroado imperador pelos opositores. |

### Dinastia de Hohenstaufen
| #  | Nome         |  | Início do reinado      | Fim do reinado         | Cognome(s) | Notas                |  |
| -- | ------------ |  | ---------------------- | ---------------------- | ---------- | -------------------- |  |
| 14 | Frederico II |  | 22 de novembro de 1220 | 13 de dezembro de 1250 |            | Filho de Henrique VI |  |

### Dinastia de Luxemburgo
| #  | Nome        |  | Início do reinado   | Fim do reinado       | Cognome(s) | Notas |
| -- | ----------- |  | ------------------- | -------------------- | ---------- | --- |
| 15 | Henrique VI |  | 29 de junho de 1312 | 24 de agosto de 1313 |            | Após uma vacância desde 1250, Henrique VII foi imperador de jure e de de facto, coroado pelo papa Clemente V. |

### Dinastia Wittelsbach
| #  | Nome    |  | Início do reinado | Fim do reinado        | Cognome(s) | Notas                                                                                                  |
| -- | ------- |  | ----------------- | --------------------- | ---------- | --- |
| 16 | Luís IV |  | janeiro de 1328   | 11 de outubro de 1347 |            | O João XXII recusava-se a coroá-lo até um dos senadores o fazer, sendo o papa deposto logo em seguida. |

### Luxemburgo
| #  | Nome        |  | Início do reinado   | Fim do reinado         | Cognome(s) | Notas |
| -- | ----------- |  | ------------------- | ---------------------- | ---------- | --- |
| 17 | Carlos IV   |  | 5 de abril de 1355  | 29 de novembro de 1378 |            | Eleito Rei da Boêmia e da Germânia em 1347. Coroado imperador pelo papa Clemente IV.                       |
| 18 | Venceslau I |  | 10 de junho de 1376 | 20 de agosto de 1400   |            | Filho de Carlos I; rei co-regente da Germânia com o seu pai, 1376–1378; deposto em 1400; falecido em 1419  |
| 19 | Sigismundo  |  | 31 de maio de 1433  | 9 de dezembro de 1437  |            | Rei da Hungria desde 1387 e da Germânia desde 1410. Só fora coroado imperador em 1433 pelo papa Eugênio IV |

### Habsburgo
| #  | Nome           |  | Início do reinado       | Fim do reinado          | Cognome(s)           | Notas |
| -- | -------------- |  | ----------------------- | ----------------------- | -------------------- | --- |
| 20 | Frederico III  |  | 1452                    | 19 de agosto de 1493    | O de lábios grossos  | Eleito Rei da Germânia em 1440, mas coroado como Imperador apenas em 1452. |
| 21 | Maximiliano I  |  | 1508                    | 12 de janeiro de 1519   |                      | Em 1508, após reinar sobre o Sacro Império durante 15 anos sem ser coroado, em conjunto com o papa Júlio II, acabou com a da tradição do imperador ser coroado pelo papa, bastando assim, sua eleição. |
| 22 | Carlos II      |  | 28 de junho de 1519     | 28 de fevereiro de 1558 |                      | Neto de Maximiliano I. Também Carlos I, Rei das Espanhas, que foram passadas em 1556 a Filipe II de Espanha.                                                                                           |
| 23 | Fernando I     |  | 28 de fevereiro de 1558 | 25 de julho de 1564     |                      | Irmão de Carlos V |
| 24 | Maximiliano II |  | 25 de Julho de 1564     | 12 de outubro de 1576   | O Culto, O Tolerante | |
| 25 | Rodolfo II     |  | 12 de Outubro de 1576   | 20 de janeiro de 1612   |                      | |
| 26 | Matias         |  | 1612                    | 20 de março de 1619     |                      | Irmão de Rodolfo II |
| 27 | Fernando II    |  | 1619                    | 15 de fevereiro de 1637 |                      | Eleito, neto de Fernando I. |
| 28 | Fernando III   |  | 15 de fevereiro de 1637 | 1648                    |                      | |

A Paz de Vestfália, em 1648, terminou com o governo dos imperadores em Itália.

## Parte do Império Francês
- Napoleão Bonaparte (1805-1814)

## Casa de Saboia
| Nome                                                                                  | Retrato | Nascimento                                                                       | Consorte                                                                   | Morte                         |
| ------------------------------------------------------------------------------------- | ------- | -------------------------------------------------------------------------------- | -------------------------------------------------------------------------- | ----------------------------- |
| Vitor Emanuel II17 de março de 1861– 9 de janeiro de 1878(16 anos e 298 dias)         |         | 14 de março de 1820filho de Carlos Alberto da Sardenha e Maria Teresa da Áustria | Adelaide da Áustria12 de abril de 1842Rosa Vercellana9 de novembro de 1877 | 9 de outubro de 187857 anos   |
| Humberto I9 de janeiro de 1878– 29 de julho de 1900(22 anos e 201 dias)               |         | 14 de março de 1844filho de Vítor Emanuel II e Adelaide da Áustria               | Margarida de Saboia22 de abril de 1868                                     | 29 de julho de 190056 anos    |
| Vítor Emanuel III29 de julho de 1900– 9 de maio de 1946(Abdicou)(45 anos e -366 dias) |         | 11 de novembro de 1869filho de Humberto I e Margarida de Saboia                  | Helena de Montenegro24 de outubro de 1896                                  | 28 de dezembro de 194778 anos |
| Humberto II9 de maio de 1946 – 12 de junho de 1946(Abdicou)(34 dias)                  |         | 15 de setembro de 1904filho de Vítor Emanuel III e Helena de Montenegro          | Maria José da Bélgica8 de janeiro de 1930                                  | 18 de março de 198378 anos    |